# Scaramouche (film din 1952)

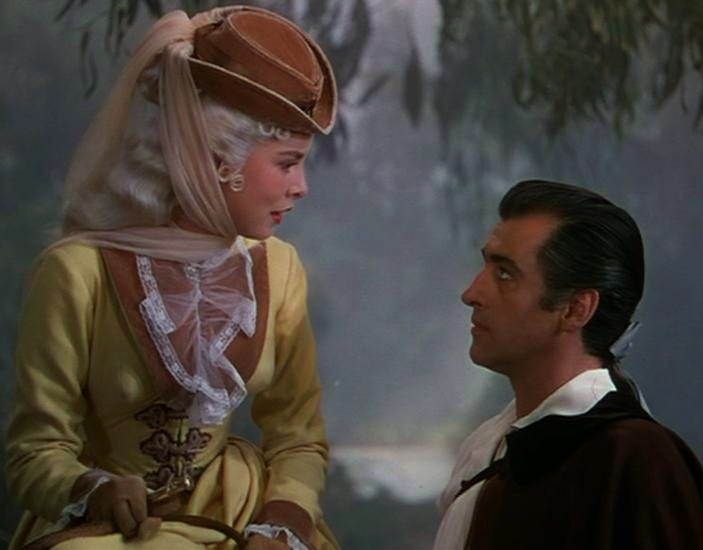
Janet Leigh și Stewart Granger

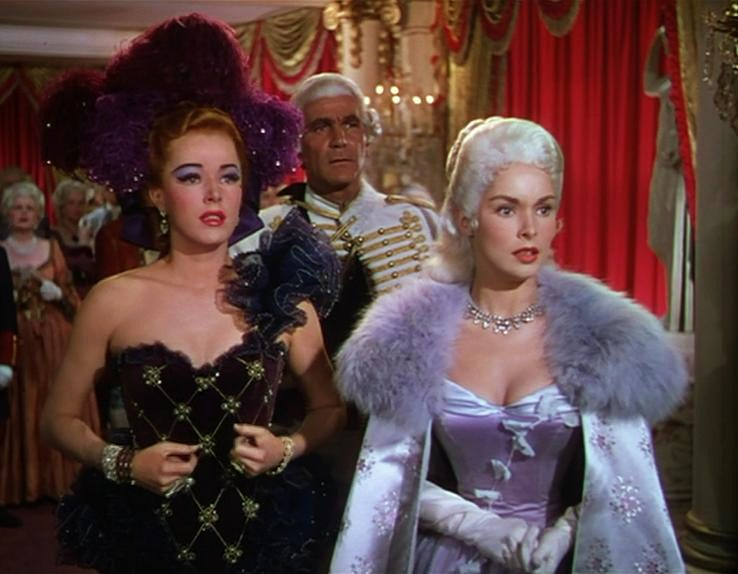
L-R: Eleanor Parker, Henry Wilcoxon și Janet Leigh

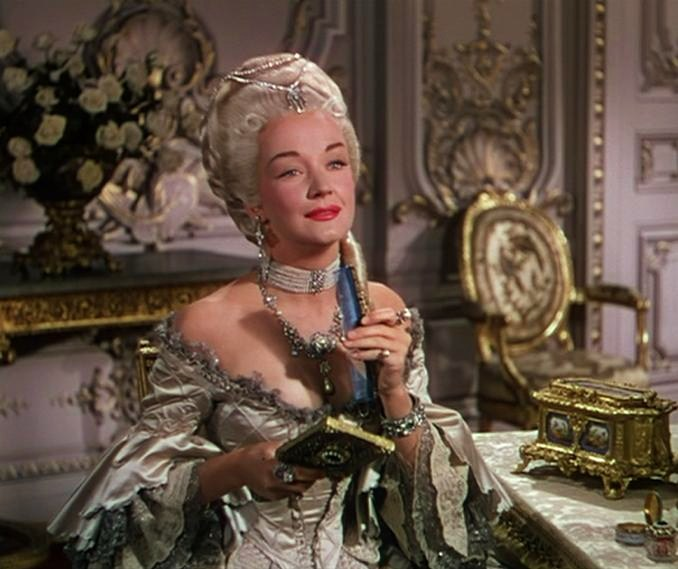
Nina Foch

Scaramouche este un dramă regizat de George Sidney[*] după un scenariu de Rafael Sabatini. A fost produs în Statele Unite ale Americii de studiourile Metro-Goldwyn-Mayer și a avut premiera în 1952, fiind distribuit de Metro-Goldwyn-Mayer. Coloana sonoră este compusă de Victor Young. Cheltuielile de producție s-au ridicat la 3.005.000$. Filmul a avut încasări de 6.746.000$.

## Distribuție
- Stewart Granger – Andre Moreau
- Eleanor Parker – Lenore
- Janet Leigh – Aline de Gavrillac de Bourbon
- Mel Ferrer – Noel, Marquis de Maynes
- Henry Wilcoxon – Chevalier de Chabrillaine
- Nina Foch – Marie Antoinette
- Richard Anderson – Philippe de Valmorin
- Robert Coote – Gaston Binet
- Lewis Stone – Georges de Valmorin, tatăl lui Philippe și tatăl adoptiv al lui Andre
- Elisabeth Risdon – Isabelle de Valmorin, mama lui Philippe
- Howard Freeman – Michael Vanneau
- Curtis Cooksey – Lawyer Fabian
- John Dehner – Doutreval of Dijon
- John Litel – Dr. Dubuque
- Owen McGiveney – Punchinello